# Elizabeth Percy, baronessa Percy

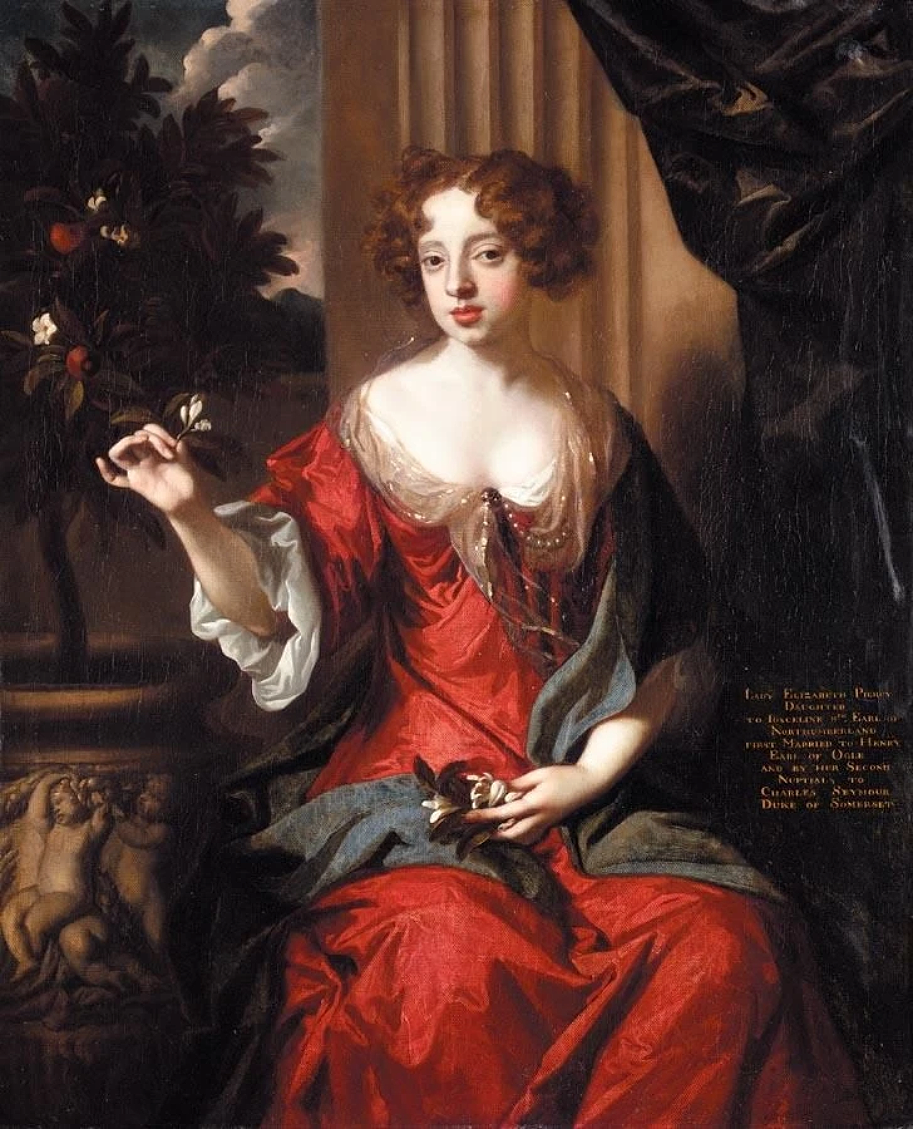
Ritratto di Lady Elizabeth Percy di sir Peter Lely

Elizabeth Percy (Petworth House, 26 gennaio 1667 – Northumberland House, 24 novembre 1722) è stata una nobile inglese, divenuta duchessa consorte di Somerset.

## Biografia
Era figlia di Josceline Percy, XI conte di Northumberland e Elizabeth Wriothesley. L'unico figlio maschio della coppia, nonché erede della contea, morì ad appena un anno di età. Alla morte di suo padre nel 1670, Elizabeth ereditò tutte le proprietà di famiglia ma il titolo invece si estinse passando alla corona. L'unico che le rimase fu quello di baronessa Percy, che trasmise al marito e ai figli.
Elizabeth fu la più ricca ereditiera del suo tempo divenendo così la sua mano molto ambita dalle maggiori famiglie del regno. Si sposò tre volte.
Il primo matrimonio fu con Henry Cavendish, conte di Ogle, avvenuto il 27 marzo 1679, e finì l'anno dopo con la morte dello sposo.
Non passò molto tempo che Elizabeth si risposò con Thomas Thynne, detto "Tom of Ten Thousand" per le grandi ricchezze. Il matrimonio venne celebrato il 15 novembre 1681 e durò fino al febbraio dell'anno successivo quando Thynne venne assassinato dal conte svedese Karl Johann von Königsmark.
Cinque mesi dopo esser rimasta nuovamente vedova, arrivò il terzo matrimonio celebrato il 30 maggio 1682 con Charles Seymour, VI Duca di Somerset. Elizabeth divenne contessa di Somerset ed acquisì il titolo di Mistress of the Robes della regina Anna di Gran Bretagna, ruolo ricoperto dal 1710 al 1714. Al marito portò vaste proprietà terriere e residenze tra cui  Alnwick Castle, Petworth House, Syon House e Northumberland House.
Dall'unione nacquero quattro figli:
- Algernon Seymour, VII duca di Somerset (11 novembre 1684 – 7 febbraio 1749)
- Lady Elizabeth Seymour (1685 – 2 aprile 1734)
- Lady Catherine Seymour (1693 – 9 aprile 1731)
- Lady Anne Seymour (1709 – 27 novembre 1722)

I duchi di Somerser furono i più vecchi amici della regina, con la quale si ella si era rifugiata nel 1692 dopo un violento diverbio con Guglielmo III e Maria II d'Inghilterra.
Come il duca di Marlborough prima di lui, Somerset usò la posizione di confidente della moglie per migliorare la propria carriera politica. Entrambi vennero presi di mira da violenti attacchi verbali, specialmente da parte di Swift che sperava di influenzare la regina attraverso Abigail Masham, la rivale di Elizabeth come confidente della regina.
Apparentemente contro il desiderio di Masham, Swift pubblicò The Windsor Prophecy (La profezione dei Windsor), una feroce polemica contro la duchessa chiamata "Carrots" (un comune soprannome derivato dal colore rosso dei suoi capelli). Swift accusò esplicitamente la duchessa di aver assassinato il secondo marito e di voler follemente avvelenare la regina.
La regina si sentì oltraggiata e da quel momento si rifiutò di favorire e mantenne l'amicizia con Elizabeth.
L'orgoglio e l'arroganza del duca tuttavia consumarono la pazienza della regina che tolse a lui tutti gli incarichi di corte nel 1712.
L'influenza sulla regina e il forte legame che le univa attirarono su Elizabeth invidie e molti nemici. Nonostante il medico personale di Anna, Lord Dartmouth, difendesse la favorita, la duchessa sembrava abile nel non pressare la regina per ottenerne i favori, contrariamente a quanto faceva Abigail Masham.

## Ascendenza
|                                             |                                             |                                            | Genitori                                     |  |  | Nonni |  |  | Bisnonni                                |  |  | Trisnonni                                 |  |
|                                             |                                             |                                            |                                              |  |  |       |  |  | Henry Percy, IX conte di Northumberland |  |  | Henry Percy, VIII conte di Northumberland |  |
|                                             |                                             |                                            |                                              |  |  |       |  |  | Henry Percy, IX conte di Northumberland |  |  | Henry Percy, VIII conte di Northumberland |  |
|                                             |                                             | Catherine Neville                          |                                              |  |  |       |  |  | Henry Percy, IX conte di Northumberland |  |  |                                           |  |
| Algernon Percy, X conte di Northumberland   |                                             |                                            |                                              |  |  |       |  |  | Henry Percy, IX conte di Northumberland |  |  |                                           |  |
|                                             |                                             | Dorothy Devereux                           | Walter Devereux, I conte di Essex            |  |  |       |  |  |                                         |  |  |                                           |  |
|                                             |                                             | Dorothy Devereux                           | Walter Devereux, I conte di Essex            |  |  |       |  |  |                                         |  |  |                                           |  |
|                                             |                                             | Dorothy Devereux                           | Lettice Knollys                              |  |  |       |  |  |                                         |  |  |                                           |  |
| Josceline Percy, XI conte di Northumberland |                                             | Dorothy Devereux                           |                                              |  |  |       |  |  |                                         |  |  |                                           |  |
|                                             |                                             | Theophilus Howard, II conte di Suffolk     | Thomas Howard, I conte di Suffolk            |  |  |       |  |  |                                         |  |  |                                           |  |
|                                             |                                             | Theophilus Howard, II conte di Suffolk     | Thomas Howard, I conte di Suffolk            |  |  |       |  |  |                                         |  |  |                                           |  |
|                                             |                                             | Theophilus Howard, II conte di Suffolk     | Katherine Knyvett                            |  |  |       |  |  |                                         |  |  |                                           |  |
| Elizabeth Howard                            |                                             | Theophilus Howard, II conte di Suffolk     |                                              |  |  |       |  |  |                                         |  |  |                                           |  |
|                                             |                                             | Elizabeth Home                             | George Home, I conte di Dunbar               |  |  |       |  |  |                                         |  |  |                                           |  |
|                                             |                                             | Elizabeth Home                             | George Home, I conte di Dunbar               |  |  |       |  |  |                                         |  |  |                                           |  |
|                                             |                                             | Elizabeth Home                             | Elizabeth Gordon                             |  |  |       |  |  |                                         |  |  |                                           |  |
| Elizabeth Percy, baronessa Percy            |                                             | Elizabeth Home                             |                                              |  |  |       |  |  |                                         |  |  |                                           |  |
|                                             | Henry Wriothesley, III conte di Southampton | Henry Wriothesley, II conte di Southampton |                                              |  |  |       |  |  |                                         |  |  |                                           |  |
|                                             | Henry Wriothesley, III conte di Southampton | Henry Wriothesley, II conte di Southampton |                                              |  |  |       |  |  |                                         |  |  |                                           |  |
|                                             | Henry Wriothesley, III conte di Southampton | Mary Browne                                |                                              |  |  |       |  |  |                                         |  |  |                                           |  |
| Thomas Wriothesley, IV conte di Southampton | Henry Wriothesley, III conte di Southampton |                                            |                                              |  |  |       |  |  |                                         |  |  |                                           |  |
|                                             |                                             | Elizabeth Vernon                           | John Vernon                                  |  |  |       |  |  |                                         |  |  |                                           |  |
|                                             |                                             | Elizabeth Vernon                           | John Vernon                                  |  |  |       |  |  |                                         |  |  |                                           |  |
|                                             |                                             | Elizabeth Vernon                           | Elizabeth Devereux                           |  |  |       |  |  |                                         |  |  |                                           |  |
| Elizabeth Wriothesley                       |                                             | Elizabeth Vernon                           |                                              |  |  |       |  |  |                                         |  |  |                                           |  |
|                                             |                                             | Francis Leigh, I conte di Chichester       | Francis Leigh                                |  |  |       |  |  |                                         |  |  |                                           |  |
|                                             |                                             | Francis Leigh, I conte di Chichester       | Francis Leigh                                |  |  |       |  |  |                                         |  |  |                                           |  |
|                                             |                                             | Francis Leigh, I conte di Chichester       | Mary Egerton                                 |  |  |       |  |  |                                         |  |  |                                           |  |
| Elizabeth Leigh                             |                                             | Francis Leigh, I conte di Chichester       |                                              |  |  |       |  |  |                                         |  |  |                                           |  |
|                                             |                                             | Audrey Boteler                             | John Boteler, I barone Boteler di Brantfield |  |  |       |  |  |                                         |  |  |                                           |  |
|                                             |                                             | Audrey Boteler                             | John Boteler, I barone Boteler di Brantfield |  |  |       |  |  |                                         |  |  |                                           |  |
|                                             |                                             | Audrey Boteler                             | Elizabeth Villiers                           |  |  |       |  |  |                                         |  |  |                                           |  |
|                                             |                                             | Audrey Boteler                             |                                              |  |  |       |  |  |                                         |  |  |                                           |  |